# Citroën C4 Lounge
O C4 Lounge é um  automóvel fabricado pela Citroën, lançado em 2012, na configuração sedan. O Citroën C4 Lounge é um carro de segmento C + produzido na Argentina, China, Rússia. Ele é exportado para muitos países. O Citroën C4 Lounge foi eleito CAR Awards de Melhor Carro Nacional no Brasil, com 34% dos votos, a partir de 65.400 votos.

## Histórico
Sucessor do C4 Pallas, o C4 Lounge foi lançado com foco em dois mercados estratégicos, a Eurásia e a América Latina. Sua participação no oeste europeu é nula, visto que em sua categoria, não há demanda grande por sedans; requeridos na categoria imediatamente acima, representada pelo Citroën C5.
Baseado na segunda geração do C4 europeu, o Lounge mantém algumas características bem vistas no Pallas, como o entre-eixos, que culmina em grande espaço interno. Todavia, apresenta diversas inovações, como transmissão automática de 6 marchas (em substituição ao câmbio de 4 marchas do Pallas), visando melhor aproveitamento da potência e do torque disponibilizados pelos propulsores, bem como menor consumo de combustível. Neste quesito, inclusive, apresenta uma inovação, ao introduzir o motor 1.6L I4, 16V Turbo THP (Prince EP6), resultado da parceria entre PSA e BMW (e também presente em modelos como o Peugeot RCZ, 208 GT, 308, 408 508, 2008, 3008, Citroen C4 Cactus, DS3, DS4, DS5, BMW 316i, Mini Cooper). Este propulsor produz 173 cv e 24,5 kgfm de torque. Valores superiores ao antigo propulsor 2.0L I4 16V, cujos dados são de 151cv e 20,1 kgfm. A nova transmissão, de origem japonesa, foi desenvolvida pela empresa Aisin; mesma fornecedora de transmissões automáticas à Toyota e sua divisão de luxo nipo-americana Lexus.
O Lounge também apresenta importantes avanços no quesito segurança, com a implementação de assentos traseiros dotados de ISOFIX (sistema de pontos de fixação para cadeiras de crianças, no banco traseiro) e controle de tração, além dos adicionais EBD e ESP; presentes no Pallas. Também estão presentes, em todas as versões, airbags frontais e freios ABS. Há opção de side-bags e window-bags em determinadas versões do Lounge. Há, também, sistema de navegação, opção não disponível no antecessor.
Contudo, a diferença no comprimento entre o Lounge e o Pallas reflete-se na capacidade do porta-malas. Enquanto o antigo Citroën possui 4,77m de comprimento e 580L, seu sucessor apresenta 4,62m de comprimento e 450L. Visto que o espaço entre-eixos manteve-se e o comprimento geral foi reduzido em 15cm, a perda de capacidade de carga no respectivo compartimento foi considerável.

## Motorizações e versões(no Brasil)
| VERSÃO    | MOTOR                                            | COMBUSTÍVEL              | POTÊNCIA(cv)                             | CÂMBIO                                      |
| --------- | ------------------------------------------------ | ------------------------ | ---------------------------------------- | ------------------------------------------- |
| Origine   | 2.0L I4 16V 1.6L I4 16V THP Flex                 | E ou G                   | 143(G) ou 151(E) 166(G) ou 173(E)        | 5 velocidades , manual (apenas)             |
| Tendance  | 2.0L I4 16V 1.6L I4 16V THP Flex                 | E ou G                   | 143(G) ou 151(E) 166(G) ou 173(E)        | 5 marchas, manual 6 velocidades, automático |
| Exclusive | 2.0L I4 16V 1.6L I4 16V THP 1.6L I4 16V THP Flex | E ou G G (apenas) E ou G | 143(G) ou 151(E) 165(G) 166(G) ou 173(E) | 6 velocidades, automático (apenas)          |